# Thomas Jech
Thomas J. Jech (tschechisch Tomáš Jech; * 29. Januar 1944 in Prag) ist ein tschechischer Mathematiker, der sich vor allem mit axiomatischer Mengenlehre beschäftigt.
Jech studierte an der Karls-Universität Prag, wo er 1966 bei Petr Vopěnka promoviert wurde. Danach war er dort zwei Jahre in der Forschung. 1968 war er Junior Fellow an der Universität Bristol und 1969 bis 1974 Associate Professor an der SUNY Buffalo. 1974 bis 2000 war er Professor an der University of Pennsylvania. Ab 2000 ist er am Mathematik-Institut der tschechischen Akademie der Wissenschaften. Er war Gastwissenschaftler an zahlreichen Universitäten, unter anderem in Los Angeles, Stanford, Institute for Advanced Study (1973), Caen, All Souls College in Oxford, Hawaii, Hebrew University in Jerusalem, Universität Paris, Singapur und Peking.
Jech verfasste verschiedene maßgebliche Lehrbücher der Mengenlehre. 
Er ist verheiratet und hat zwei Kinder.

## Schriften
- Lectures in Set Theory. Lecture Notes in Mathematics, Bd. 217, Springer-Verlag, 1971.
- mit Karel Hrbacek: Introduction to set theory. Marcel Dekker 1978, 2. Auflage 1984, 3. Auflage 1999.
- Set Theory. Academic Press 1978, 3. Auflage Springer-Verlag 2002, ISBN 3-540-44085-2.
- Multiple Forcing. Cambridge University Press, 1986.